# Rościsława
Rościsława – staropolskie imię żeńskie, złożone z członów Rości- ("rośnie") oraz -sława ("sława"). Może oznaczać "ta, której sława rośnie". Od tego imienia mogły pochodzić formy skrócone typu Rosława. W źródłach polskich poświadczone w XII wieku.
Rościsława imieniny obchodzi 7 października.
Męski odpowiednik: Rościsław